# 延岡市歌
「延岡市歌」（のべおかしか）は、日本の宮崎県延岡市が制定した市歌である。以下の2代が存在する。
1. 1935年（昭和10年）9月制定[2]。歌詞選定・八波則吉、作曲・陸軍戸山学校軍楽隊。
2. 1963年（昭和38年）2月11日制定[1]、2013年に歌詞増補。作詞・橘よね子（1・2・4番）および渡部卓明（3番）、作曲・柳田育秀。

現在の市歌は2.である。本記事では、関連楽曲として1948年（昭和23年）と1963年（昭和38年）の2代にわたり作成された「延岡市民歌」（のべおかしみんか）についても解説する。

## 延岡市歌

### 初代
初代の「延岡市歌」は1935年（昭和10年）11月15日に昭和天皇が現地を行幸することを記念し、仲田又次郎市長が提唱した行幸記念碑建立や『延岡市行幸記念録』の作成など各種の記念事業に合わせて9月に制定された。歌詞は懸賞募集を行ったが入選作は無く「第一次審査により雄篇と目すべき数篇」を選出したのち、旧制第五高等学校教授の八波則吉が候補作を基に編纂したものとされる。歌詞と楽譜は『記念録』の130-131ページに収められている。
戦後は1948年（昭和23年）に後述の初代「延岡市民歌」が制定され、1963年には市制30周年に合わせ「時代の変革と現状から改作の必要が生じた」ことを理由に市歌・市民歌の2曲とも現行のものと代替わりしている。

### 2代目
2代目の現行「延岡市歌」は、1963年（昭和38年）に市制30周年記念事業として1935年（昭和10年）制定の市歌・1948年（昭和23年）制定の市民歌を2曲いずれも代替わりさせることになり、2部門で歌詞の懸賞募集を行った入選作を基に2月11日付で制定されたものである。また、市制30周年に当たり初代・第9代市長で旧市歌を制定した仲田又二郎に名誉市民の称号が贈られた。
市歌・市民歌いずれも応募資格を特に定めず全国から公募したが、両部門とも市内からの応募作が入選採用されている。制定当初の原詞は全3番であり、作曲はエレクトーン奏者で当地において少年期を過ごした地縁がある柳田育秀に依頼された。

#### 歌詞の増補
延岡市は平成の大合併において東臼杵郡北浦町および北方町、北川町の3町を編入合併したが、市歌に関しては合併協議会において「延岡市の制度に統一する」として、引き続き2代目の「延岡市歌」を継続使用することが取り決められた。
その後、2013年（平成25年）に市制80周年と3町の編入合併を記念して歌詞を増補することになり、懸賞募集で採用された新3番を追加して従来の3番を4番へ移動した増補版の市歌が同年2月9日の記念式典で演奏された。延岡市役所では市歌の演奏機会について「毎年行う市制施行記念式典を始めとする各種式典や社会教育講座等において歌われる」としている。

## 延岡市民歌
「延岡市民歌」は市歌と同様に以下の2代が存在しており、いずれも市歌と並立していた。
1. 1948年（昭和23年）制定。作詞・鈴木睦穂[8]、作曲者不詳。
2. 1963年（昭和38年）2月11日制定。作詞・西村巌、作曲・柳田育秀。

初代の市民歌は戦後復興期の1948年（昭和23年）に制定されたもので、戦前からの旧市歌とは「代替わり」の関係でなく2曲並立の扱いを受けていた。しかし、前述の通り1963年（昭和38年）の市制30周年を迎えるに当たり市歌と共に現行の2代目市民歌が新たに制定され、2代目市歌と同じく柳田育秀が作曲を行った。
市の公式サイトでは2代目「延岡市民歌」も市歌と併せて紹介されているが、市役所では「現在あまり使用されていない」としている。